# Restaurazionismo
Con il termine Restaurazionismo (o anche Restituzionismo o Primitivismo cristiano) i sociologi delle religioni, in particolare quelli di lingua inglese, indicano un complesso di Chiese e comunità religiose nate dal desiderio di tornare alla religione cristiana primitiva, manifestatosi in varie forme negli Stati Uniti d'America a partire dal XIX secolo, con il primo Movimento di Restaurazione di Thomas Campbell e Barton W. Stone.
Questi movimenti religiosi affermano la volontà di ripristinare il cristianesimo delle origini. Secondo i restaurazionisti ciò è necessario perché la Chiesa cattolica, quelle ortodosse e quelle protestanti avrebbero manipolato gli insegnamenti del cristianesimo originario, dando luogo alla cosiddetta "grande apostasia". Le denominazioni restaurazioniste pertanto non possono né desiderano essere considerate protestanti, in quanto non riconoscono il dogma della Trinità, considerato da questi un credo non sostenuto dalla Bibbia e di conseguenza non si riconoscono nelle confessioni di fede comuni a cattolici, ortodossi, protestanti ed evangelici.
Le correnti principali del movimento restaurazionista sono i mormoni, i neoapostolici,, gli unitariani (anche se il  CESNUR inserisce gli unitariani tra le Chiese di matrice protestante radicale) ed i testimoni di Geova.

## Gruppi principali
- Comunità Di Cristo
- Avventisti
- Chiesa cristiana millenarista
- Chiesa di Cristo
- Chiesa del Regno di Dio
- House of Yahweh
- Chiesa di Gesù Cristo dei Santi degli Ultimi Giorni (mormoni)
- Testimoni di Geova
- Unitariani
- Chiesa neo-apostolica